# Prusa ad Olympum
Prusa ad Olympum (altgriechisch Προῦσα, Προῦσα πρὸς τῷ Ὀλύμπῳ, Προῦσα ἐπὶ τῷ Ὀλύμπῳ) war eine antike Stadt in Bithynien am südlichen Fuß des mysischen bzw. bithynischen Olymps, das heutige Bursa.

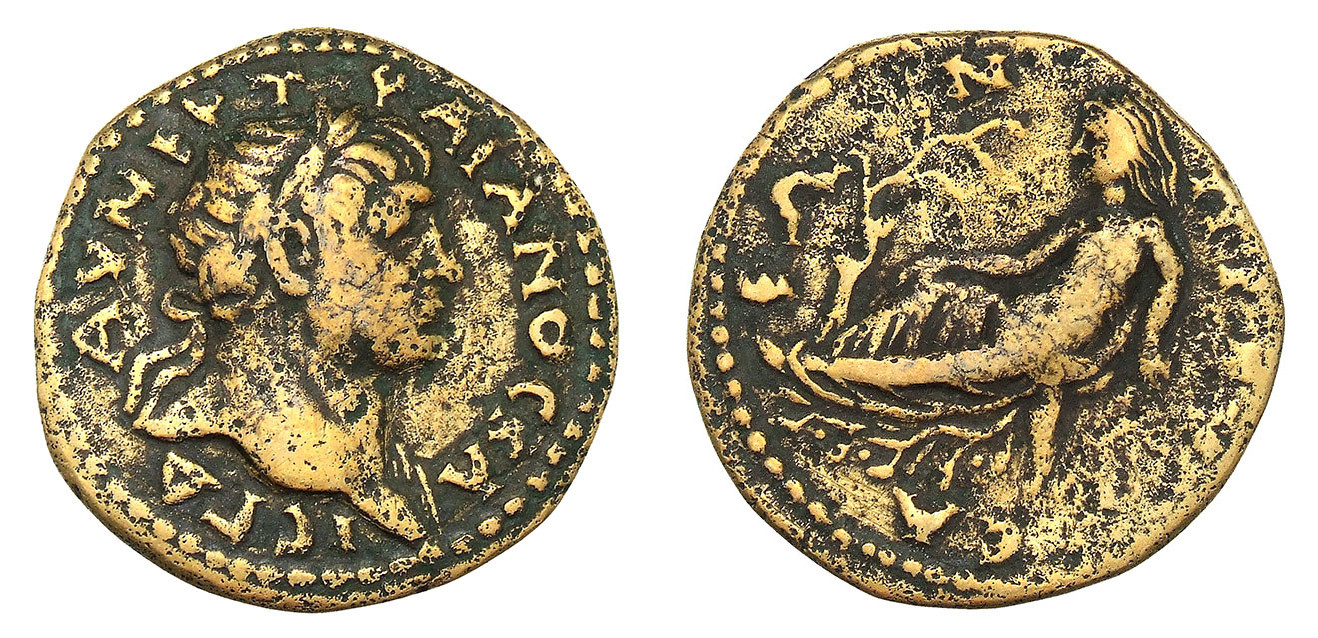
Münze von Prusa ad Olympum, Vorderseite Nero, Rückseite liegende Nymphe, Umschrift ΠΡΟVCΑΕΩΝ

## Geschichte
Nach Plinius soll die Stadt von Hannibal gegründet worden sein, was so erklärt wird, dass die Stadt von König Prusias I. von Bithynien zwischen 188 und 183 v. Chr. auf den Rat des zu ihm geflüchteten Hannibal gegründet wurde. Nach Strabon wurde die Stadt von einem König Prusias, der zu Zeiten des Kroisos bzw. nach Stephanos Byzantios zu Zeiten des Kyros, also im 6. Jahrhundert v. Chr., lebte, gegründet. Dieser ist jedoch sonst nicht bekannt. Die Stadt wurde im 3. Mithridatischen Krieg von den Römern erobert und 74 v. Chr. wie das ganze Königreich Bithynien Teil der neu eingerichteten römischen Provinz Bithynia, 63 n. Chr. dann Teil der neueingerichteten Provinz Bithynia et Pontus. Der aus Prusa stammende Dion Chrysostomos schrieb Anfang des 2. Jahrhunderts, die Stadt sei weder sehr alt noch sehr groß gewesen. Dion, der sich in Rom für seine Heimatstadt einsetzte, gelang es nicht, der Stadt den Rang einer civitas libera zu verschaffen, sie wurde lediglich conventus. Dion war auch als Wohltäter für seine Stadt tätig, um die sich auch Plinius der Jüngere nach 111 als Statthalter in Bithynien kümmern musste. 257/8 wurde die Stadt von den Goten geplündert, in diesem Zusammenhang wurde die Stadtmauer erneuert. 314 wurde die Provinz Bithynien Teil der Dioecesis Pontica. Als Bistum ist Prusa seit dem 1. Konzil von Nikaia 325 belegt. 350 war Prusa Verbannungsort des Gegenkaisers Vetranio. Im 7. Jahrhundert wurde die Stadt Teil des Thema Opsikion.
Bekannt war die Stadt für ihre warmen Thermalbäder, die sich im Vorort Çekirge befinden und die die „königlichen“ genannt wurden (Basilika Therma).
Nach der Schlacht von Bapheus 1302 wurde die Stadt zunehmend von den Osmanen bedrängt, 1304 war sie der einzige noch nicht eroberte Ort in der Gegend, 1305 zahlte sie den Osmanen Tribut. 1326 wurde sie nach längerer Belagerung unter Sultan Orhan I. erobert und wurde bis 1376/7 Residenzstadt des osmanischen Reiches.

## Münzprägung
Unter dem Prokonsul C. Papirius Carbo (61–59 v. Chr.) und von Nero bis Gallienus prägte die Stadt Münzen.

## Archäologie
Da die antike Stadt unter der modernen Stadt Bursa liegt, sind nur vereinzelte antike Befunde bekannt, so etwa einige römische Häuser mit Mosaiken. Im Stadtteil Hisariçi fand sich ein hellenistisches Kammergrab. Im 19. Jahrhundert waren noch größere Teile der Stadtmauer der Oberstadt (Akropolis) vorhanden, diese war byzantinisch, wohl auf hellenistischen Fundamenten, und bis in osmanische Zeit weitergenutzt und repariert; heute ist sie bis auf kleine Teile verschwunden.
Ins 1. Jahrhundert wird ein in der Nähe von Bursa gemachter Depotfund von sieben Silbergeräten datiert, der sich heute im British Museum in London befindet. Archäologische Funde aus Bursa und seiner Umgebung befinden sich im Archäologischen Museum Bursa.